# خیرنیا
خیرنیا (به اسپانیایی: Gironella) یک شهرستان در اسپانیا است که در استان بارسلون واقع شده‌است.

## خصوصیات
خیرنیا ۷٫۷۸ کیلومترمربع مساحت و ۴٬۸۴۴ نفر جمعیت دارد و ۴۶۹ متر بالاتر از سطح دریا واقع شده‌است.